# St Joseph's FC
St Joseph's FC je gibraltarský fotbalový klub. Klub byl založen v roce 1912, působí v nejvyšší gibraltarské lize, Gibraltar National League. Největším úspěchem klubu je ligový titul ze sezony 1995/96.

## Historie
Klub byl založen v roce 1912, což z něj dělá nejdéle existující klub na Gibraltaru (druhý v pořadí je Manchester 62 založený o 50 let později). Od začátku existence působí v nejvyšší lize. V sezoně 1995/96 vyhráli poprvé, a dosud naposledy ligu, větší štěstí mají v domácím poháru, který vyhráli celkem devětkrát, naposledy v roce 2013.

## Soupiska
K 4. červenci 2022
| Číslo |           | Pozice | Hráč                |
| ----- | --------- | ------ | ------------------- |
| 1     | Gibraltar | B      | Jamie Robba         |
| 2     | Gibraltar | O      | Jamie Serra         |
| 3     | Gibraltar | O      | Julian Valarino     |
| 4     | Španělsko | Z      | Ezequiel Rojas      |
| 5     | Španělsko | O      | Bauti               |
| 6     | Španělsko | Z      | Pablo Rosa          |
| 7     | Španělsko | Z      | Manuel Caballero    |
| 8     | Gibraltar | Z      | Andrew Hernandez    |
| 9     | Tanzanie  | Ú      | Adi Yussuf          |
| 10    | Španělsko | Ú      | Boro                |
| 11    | Argentina | O      | Lucas Olmos         |
| 12    | Španělsko | Z      | Christian Fernández |
| 13    | Anglie    | B      | Ross Fitzsimons     |

| Číslo |           | Pozice | Hráč                    |
| ----- | --------- | ------ | ----------------------- |
| 14    | Gibraltar | O      | Erin Barnett            |
| 15    | Španělsko | Z      | Cristian Pecci          |
| 16    | Gibraltar | O      | Aymen Mouelhi (kapitán) |
| 17    | Gibraltar | Z      | Kevagn Robba            |
| 18    | Ghana     | Ú      | Ishmael Antwi           |
| 19    | Anglie    | O      | Connor Peters           |
| 20    | Argentina | O      | Federico Villar         |
| 21    | Gibraltar | Z      | Alain Pons              |
| 22    | Španělsko | Z      | Juanma González         |
| 23    | Gibraltar | B      | Harry Victor            |
| 24    | Španělsko | Ú      | Domingo Ferrer          |
| 33    | Gibraltar | Z      | Dylan Duo               |

## Umístění klubu v jednotlivých sezonách
Legenda: Z – zápasy, V – výhry, R – remízy, P – porážky, VG – vstřelené góly, OG – obdržené góly, +/− – rozdíl skóre, B – body, červené podbarvení – sestup, zelené podbarvení – postup, fialové podbarvení – reorganizace, změna skupiny či soutěže
| Gibraltar (1912 – ) |                            |        |    |    |   |    |    |    |    |        |
| Sezóny              | Liga                       | Úroveň | Z  | V  | R | P  | VG | OG | B  | Pozice |
| ...                 |                            |        |    |    |   |    |    |    |    |        |
| 2011/12             | Gibraltar Premier Division | 1      | 20 | 10 | 8 | 2  | 54 | 23 | 38 | 2.     |
| 2012/13             | Gibraltar Premier Division | 1      | 15 | 10 | 0 | 5  | 43 | 20 | 30 | 2.     |
| 2013/14             | Gibraltar Premier Division | 1      | 14 | 4  | 1 | 9  | 20 | 29 | 13 | 7.     |
| 2014/15             | Gibraltar Premier Division | 1      | 21 | 12 | 2 | 7  | 36 | 18 | 38 | 4.     |
| 2015/16             | Gibraltar Premier Division | 1      | 27 | 14 | 3 | 10 | 50 | 37 | 45 | 3.     |
| 2016/17             | Gibraltar Premier Division | 1      | 27 | 16 | 6 | 5  | 53 | 18 | 54 | 3.     |
| 2017/18             | Gibraltar Premier Division | 1      | 27 | 17 | 3 | 7  | 53 | 30 | 54 | 3.     |
| 2018/19             | Gibraltar Premier Division | 1      | 27 | 17 | 4 | 6  | 69 | 29 | 55 | 3.     |
| 2019/20             | Gibraltar National League  | 1      | 17 | 14 | 2 | 1  | 58 | 15 | 44 | 2.     |
| 2020/21             | Gibraltar National League  | 1      | 20 | 14 | 3 | 3  | 71 | 20 | 45 | 3.     |
| 2021/22             | Gibraltar National League  | 1      |    |    |   |    |    |    |    |        |

- 2019/20: Sezona byla předčasně ukončena z důvodu pandemie covidu-19; vítěz nebyl vyhlášen.

## Evropské poháry
| Sezona  | Pohár                     | Kolo        | Soupeř              | D     | V     | Celkem          |
| ------- | ------------------------- | ----------- | ------------------- | ----- | ----- | --------------- |
| 2017/18 | Evropská liga             | 1. předkolo | AEL Limassol        | 0 : 4 | 0 : 6 | 0 : 10          |
| 2018/19 | Evropská liga             | 0. předkolo | B36 Tórshavn        | 1 : 1 | 1 : 1 | 2 : 2, pen. 2:4 |
| 2019/20 | Evropská liga             | 0. předkolo | FK Priština         | 2 : 0 | 1 : 1 | 3 : 1           |
| 2019/20 | Evropská liga             | 1. předkolo | Rangers FC          | 0 : 4 | 0 : 6 | 0 : 10          |
| 2020/21 | Evropská liga             | 0. předkolo | B36 Tórshavn        | 1 : 2 | —     | —               |
| 2021/22 | Evropská konferenční liga | 1. předkolo | FCI Levadia Tallinn | 0 : 0 | 0 : 0 | 0 : 0           |